# Episodi di E.R. - Medici in prima linea (ottava stagione)
L'ottava stagione della serie televisiva E.R. - Medici in prima linea è andata in onda negli Stati Uniti sulla NBC dal 27 settembre 2001 al 16 maggio 2002. In Italia la stagione è andata in onda su Rai 2 dal 17 settembre al 25 novembre 2002.
Sherry Stringfield riprende il ruolo di Susan Lewis a partire dal quarto episodio.
Erik Palladino, dopo aver ricoperto il ruolo di Dave Malucci, esce di scena nel quarto episodio.
Sharif Atkins compare a partire dal settimo episodio come personaggio ricorrente nel ruolo di Michael Gallant. Viene promosso a personaggio regolare nel quindicesimo episodio.
Eriq La Salle e Michael Michele, dopo aver ricoperto rispettivamente i ruoli di Peter Benton e Cleo Finch, escono di scena nel decimo episodio. Eriq La Salle ricompare nel quindicesimo e nel ventunesimo episodio. Michael Michele ricompare nel ventunesimo episodio.
Mekhi Phifer compare in quattro episodi come personaggio ricorrente nel ruolo di Greg Pratt. Verrà promosso a personaggio regolare nella nona stagione.
Anthony Edwards, dopo aver ricoperto il ruolo di Mark Greene, esce di scena nel ventunesimo episodio. Rimane accreditato nei titoli di testa anche nell'episodio finale.
| nº | Titolo originale              | Titolo italiano          | Prima TV USA      | Prima TV Italia           |
| -- | ----------------------------- | ------------------------ | ----------------- | ------------------------- |
| 1  | Four Corners                  | Punti di vista           | 27 settembre 2001 | Martedi 17 settembre 2002 |
| 2  | The Longer You Stay           | Diagnosi mortale         | 4 ottobre 2001    | Martedi 17 settembre 2002 |
| 3  | Blood, Sugar, Sex, Magic      | Nostalgie e rancori      | 11 ottobre 2001   | Martedi 24 settembre 2002 |
| 4  | Never Say Never               | Mai dire mai             | 18 ottobre 2001   | Martedi 24 settembre 2002 |
| 5  | Start All Over Again          | Il primo giorno di Susan | 25 ottobre 2001   | Martedi 1º ottobre 2002   |
| 6  | Supplies and Demands          | Fibrillazioni amorose    | 1º novembre 2001  | Martedi 1º ottobre 2002   |
| 7  | If I Should Fall from Grace   | Misteriosi decessi       | 8 novembre 2001   | Martedi 8 ottobre 2002    |
| 8  | Partly Cloudy, Chance of Rain | Burrasca                 | 15 novembre 2001  | Martedi 8 ottobre 2002    |
| 9  | Quo Vadis?                    | Allergia galeotta        | 22 novembre 2001  | Martedi 15 ottobre 2002   |
| 10 | I'll Be Home for Christmas    | Il figlio conteso        | 13 dicembre 2001  | Martedi 15 ottobre 2002   |
| 11 | Beyond repair                 | Sotto zero               | 10 gennaio 2002   | Martedi 22 ottobre 2002   |
| 12 | A river in Egypt              | Bisticci in amore        | 17 gennaio 2002   | Martedi 22 ottobre 2002   |
| 13 | Damage is Done                | Il danno è fatto         | 31 gennaio 2002   | Martedi 29 ottobre 2002   |
| 14 | A Simple Twist of Fate        | Ansia per Mark           | 7 febbraio 2002   | Martedi 29 ottobre 2002   |
| 15 | It's All in Your Head         | Tutto è nella tua testa  | 28 febbraio 2002  | Lunedi 4 novembre 2002    |
| 16 | Secrets and Lies              | Amici                    | 7 marzo 2002      | Lunedi 4 novembre 2002    |
| 17 | Bygones                       | La forza per lottare     | 28 marzo 2002     | Lunedi 11 novembre 2002   |
| 18 | Orion in the Sky              | La cintura di Orione     | 4 aprile 2002     | Lunedi 11 novembre 2002   |
| 19 | Brothers and sisters (*)      | Fratelli e sorelle       | 25 aprile 2002    | Lunedi 18 novembre 2002   |
| 20 | The Letter                    | La lettera               | 2 maggio 2002     | Lunedi 18 novembre 2002   |
| 21 | On the Beach                  | Sulla spiaggia           | 9 maggio 2002     | Lunedi 25 novembre 2002   |
| 22 | Lockdown                      | Contagio                 | 16 maggio 2002    | Lunedi 25 novembre 2002   |

## Punti di vista
- Titolo originale: Four Corners
- Diretto da: Christopher Misiano
- Scritto da: Jack Orman e David Zabel

### Trama
Questo episodio è diviso in quattro sezioni. Mark nasconde il suo coinvolgimento nella morte di un assassino, Carter partecipa al funerale del nonno e deve confrontarsi con i suoi genitori freddi e mondani, Kerry torna al lavoro temendo di essere stata scoperta. Cleo inizia a sperimentare gli effetti collaterali della terapia per l'HIV, Benton si rivolge alla sorella in lutto e il pronto soccorso si occupa dei pazienti dopo che scoppia una faida in un talk show locale, con una tragedia che colpisce una persona associata al talk show.
- Nota: L'episodio è diviso in quattro parti, ogni sezione inizia dallo stesso punto della storia e segue la prospettiva di un personaggio diverso: Kerry, Peter, Carter e Mark.

## Diagnosi mortale
- Titolo originale: The Longer You Stay
- Diretto da: Jonathan Kaplan
- Scritto da: Jack Orman

### Trama
Il gran numero di pazienti al pronto soccorso porta Carter, che avrebbe smontato, a provare a sistemare un grave errore commesso da Chen e Malucci, che causano la morte di un loro paziente. Benton riceve una tragica notizia su Carla e deve dirlo a Reece. Luka e Abby litigano, il che porta alla loro rottura. Mark e Elizabeth affrontano le difficoltà di due genitori che lavorano e crescono un bambino. Un uomo del passato di Kerry si presenta con una pista sulla sua madre naturale, ma chiede 400 dollari per le informazioni, mentre Carter parla con Kerry della possibilità di un posto da assistente anziano.

## Nostalgie e rancori
- Titolo originale: Blood, Sugar, Sex, Magic
- Diretto da: Richard Thorpe
- Scritto da: R. Scott Gemmill e Elizabeth Hunter

### Trama
Kerry trova Malucci con i pantaloni abbassati in un'ambulanza con una paramedica e insiste affinché sia licenziato subito, ma Mark la fa desistere. La figlia adolescente di Mark, Rachel, gli fa una visita a sorpresa, sostenendo che la madre l'abbia cacciata di casa. Si rifiuta di tornare a casa dalla madre Jennifer e chiede invece a Mark di potersi trasferire da lui. Carter cura un bambino abbandonato, a cui una superstiziosa diceria attribuisce poteri curativi, affidato alle cure di Chen e si lascia poi coinvolgere da Abby nell'intrufolarsi nell'appartamento di Luka per sostituire l'acquario che lei aveva accidentalmente rotto mentre toglieva le sue cose da casa sua. I due vengono denunciati e arrestati ma poi Luka non sporge denuncia. Kerry infine licenzia Malucci e lui se ne va con uno sfogo di rabbia nei suoi confronti.

## Mai dire mai
- Titolo originale: Never Sa Never
- Diretto da: Félix Enríquez Alcalá
- Scritto da: Dee Johnson

### Trama
La dott.ssa Susan Lewis torna a Chicago e un semplice pranzo con Mark le porta un nuovo lavoro al County General. Il tentativo di Abby di fare pace con Luka è impedito dall'arrivo della sua amica barista. Chen non viene protetta da Kerry, che non si prende responsabilità per la controversa morte di paziente, impedendole di concorrere per il posto di assistente anziana e portandola, di fatto, alle dimissioni. Benton si impegna per salvare un uomo che pensa che la sua morte migliorerà il futuro finanziario della sua famiglia, mentre Elizabeth cura un bambino di sei anni affetto dalla sindrome di Edwards, ma i genitori avevano motivazioni inaspettate per portare il figlio al pronto soccorso.
- Nota: ultima apparizione del dott. Malucci e rientro nel cast della dott.ssa Susan Lewis

## Il primo giorno di Susan
- Titolo originale: Start All Over Again
- Diretto da: Vondie Curtis-Hall
- Scritto da: Joe Sachs

### Trama
Carter impara a sue spese i rischi di fare da mentore a studenti di medicina che necessitano di istruzioni precise e lotta con la nonna vedova, portata dal suo autista bisognosa di cure mediche che lei si rifiuta di affrontare. Nel suo primo giorno di lavoro, Susan rischia il suo nuovo lavoro scontrandosi con Kerry per un'adolescente incinta, che teme la deportazione se i suoi genitori severi venissero a conoscenza della sua condizione. Un paziente si rifiuta di spogliarsi per la visita, un altro viene picchiato da un esattore. Una donna ispanica muore perché con il marito hanno frainteso le istruzioni mediche di un medicinale. Elizabeth perde un paziente a causa di una strana infezione che potrebbe star diffondendo, quindi viene sospesa e sottoposta a una serie di test. Abby si irrita per gelosia.

## Fibrillazioni amorose
- Titolo originale: Supplies and Demands
- Diretto da: Jonathan Kaplan
- Scritto da: Meredith Stiehm

### Trama
Carter e Susan corrono per fermare una possibile epidemia dopo che due studenti universitari che hanno partecipato a una festa universitaria risultano positivi alla meningococcemia. Uno specialista segue Elizabeth per trovare la radice dell'infezione che ha ucciso quattro dei suoi pazienti anziani, Abby fa fatica a lasciar andare Luka, soprattutto da quando la sua enigmatica amica ha ottenuto un lavoro in ospedale, e Benton si scontra con Roger per il suo ruolo invadente nella vita di Reese.

## Misteriosi decessi
- Titolo originale: If I Should Fall From Grace
- Diretto da: Laura Innes
- Scritto da: R. Scott Gemmill

### Trama
Un nuovo studente di medicina, Michael Gallant, arriva al pronto soccorso. Dovrebbe lavorare sotto la supervisione del dottor Carter, ma la nonna di John non sta bene. Elizabeth è convinta che altri medici si rifiutino di lavorare con lei a causa delle misteriose morti. Mark pensa che stia esagerando, ma lei è determinata a scoprire cosa è successo ai suoi pazienti. Abby e Luka litigano per l'attenzione che lui sta prestando a un'infermiera tirocinante. Benton si ritrova in tribunale per ottenere l'affidamento di suo figlio, Reese. Carter e Susan curano una giovane donna che è sia studentessa di legge che di medicina. Mark deve andare a prendere sua figlia a scuola quando viene sospesa.

## Burrasca
- Titolo originale: Partly Cloudy, Chance of Rain
- Diretto da: David Nutter
- Scritto da: Jack Orman

### Trama
Mentre una tempesta investe Chicago, Kerry e Gallant corrono per salvare una donna incinta intrappolata in un'ambulanza incidentata e circondata da cavi elettrici scoperti. La nonna di Carter arriva con una misteriosa ferita e si scopre che ha un legame morboso con una vittima di pirateria stradale. Mark cura un adolescente che si assume la responsabilità di aver perso il fratellino in un fiume in piena. Le speranze di Benton di vincere l'affidamento di Reese sembrano svanire ma un test del DNA può cambiare tutto. Cleo termina i suoi giorni al County General e Nicole dà a Luka una brutta notizia dopo essere stata arrestata per furto con scasso.

## Amici
- Titolo originale: Secrets and Lies
- Diretto da: Richard Thorpe
- Scritto da: John Wells

### Trama
Susan rientra a casa dopo aver passato la notte ad occuparsi di Mark e trova John Carter sotto casa ad aspettarla. Lui sospetta che ci sia del tenero tra i due e la cosa sembra infastidirlo, ma lei smentisce senza però rivelargli la verità sullo stato di salute dell'amico. Contemporaneamente Abby si risveglia a casa di Luka dove in attesa di trovare un nuovo appartamento passa la notte sul divano.
All'arrivo all'ospedale i primi pazienti sono una coppia BDSM e a prestare i soccorsi sono proprio Carter, Susan, Luka ed Abby. Il caso si risolve in fretta, ma lascia grandi strascichi di ilarità, soprattutto fra le ragazze che imprudentemente aprono una sacca abbandonata dalla mistress scoprendo tutta una serie di gadget erotici. L'arrivo della dottoressa Weaver interrompe bruscamente i giochi e i quattro insieme al giovane studente Gallant vengono spediti per punizione a una lezione di educazione sessuale. Il ritardo del professore consente ai medici di approfondire la conoscenza l'uno dell'altra, i trascorsi di vita e le gelosie tra le due coppie di "quasi amici".
Alla fine dell'episodio Susan lascia andare Carter perché capisce che tra loro non c'è quella scintilla e lo incoraggia a farsi avanti con Abby. Si scopre inoltre che il responsabile dello scherzo all'armadietto della Weaver è proprio lo stesso Carter.

## Fratelli e sorelle
- Titolo originale: Brothers and Sisters
- Diretto da: Nelson McCormick
- Scritto da: R. Scott Gemmill

### Trama
Una telefonata spinge Susan a correre a New York, dove arruola gli agenti di polizia Faith Yokas e Maurice Boscorelli per ritrovare la sorella e la nipote scomparse. Tornato in ospedale, Carter affronta Abby sul suo problema con l'alcol, ma non riesce a convincerla ad uscirne; Elizabeth riceve brutte notizie da Rachel riguardo a Mark alle Hawaii; Pratt infastidisce Chen e il suo comportamento mette in pericolo Gallant e un paziente.
- Nota: Questo episodio dà inizio a un crossover con Squadra Emergenza (Camelot) che si conclude con l'episodio "Unleashed" (S03E19).